# Standard Luik in het seizoen 2021/22
Dit artikel beschrijft de prestaties van de Belgische voetbalclub Standard Luik in het seizoen 2021-2022.

## Spelerskern
| Nr.           | Naam                 | Nationaliteit        | Geboortedatum | Vorige club                       |
| ------------- | -------------------- | -------------------- | ------------- | --------------------------------- |
| Keepers       |                      |                      |               |                                   |
| 16            | Arnaud Bodart        | België               | 11-03-1998    | -                                 |
| 30            | Laurent Henkinet     | België               | 14-09-1992    | OH Leuven (2016–2020)             |
| 40            | Matthieu Epolo       | België, Congo-Kinsh. | 15-01-2005    | -                                 |
| 45            | Matteo Godfroid      | België               | 25-02-2004    | -                                 |
| Verdedigers   |                      |                      |               |                                   |
| 21            | Collins Fai          | Kameroen             | 13-08-1992    | Dinamo Boekarest (2013–2015)      |
| 34            | Konstantinos Laifis  | Cyprus               | 19-05-1993    | Anorthosis Famagusta (2013–2016)  |
| 5             | Moussa Sissako       | Frankrijk, Mali      | 10-11-2000    | Paris Saint-Germain (2019–2020)   |
| 3             | Ameen Al Dakhil      | België, Irak         | 06-03-2002    | -                                 |
| 6             | Noë Dussenne         | België               | 07-04-1992    | Royal Excel Moeskroen (2018–2019) |
| 33            | Nathan Ngoy          | België, Congo-Kinsh. | 10-06-2003    | -                                 |
| 14            | Niels Nkounkou       | Frankrijk            | 01-11-2000    | Everton FC (2020–2021)            |
| 24            | Nicolas Gavory       | Frankrijk            | 16-02-1995    | FC Utrecht (2018–2019)            |
| 31            | Alexandro Calut      | België               | 22-04-2003    | -                                 |
| 2             | Gilles Dewaele       | België               | 13-02-1996    | KV Kortrijk (2020-2022)           |
| Middenvelders |                      |                      |               |                                   |
| 19            | Selim Amallah        | België, Marokko      | 15-11-1996    | Royal Excel Moeskroen (2017–2019) |
| 8             | Gojko Cimirot        | Bosnië en Her.       | 19-12-1992    | PAOK Saloniki (2015–2018)         |
| 20            | Merveille Bokadi     | Congo-Kinsh.         | 21-05-1992    | TP Mazembe (2012–2016)            |
| 28            | Samuel Bastien       | België               | 26-09-1996    | Chievo Verona (2016–2018)         |
| 26            | Nicolas Raskin       | België               | 23-02-2001    | AA Gent u21 (2016–2017)           |
| 15            | Daouda Peeters       | België, Guinee       | 26-01-1999    | Juventus FC (2020-2021)           |
| 4             | Damjan Pavlovic      | België, Servië       | 09-07-2002    | -                                 |
| 37            | Olivier Dumont       | België, Nederland    | 06-03-2002    | -                                 |
| 12            | Hamza Rafia          | Tunesië, Frankrijk   | 14-09-1992    | Juventus FC (2020–2021)           |
| 29            | Glody Likonza        | Congo-Kinsh.         | 10-06-1998    | TP Mazembe (2017–2021)            |
| 13            | Joachim Van Damme    | België               | 23-07-1991    | KV Mechelen (2018-2022)           |
| 24            | Mathieu Cafaro       | Frankrijk            | 25-03-1997    | Stade Reims (2017-2022)           |
| Aanvallers    |                      |                      |               |                                   |
| 10            | Mehdi Carcela        | Marokko, België      | 01-07-1989    | Olympiakos Piraeus (2017)         |
| 22            | Maxime Lestienne     | België               | 17-06-1992    | Málaga CF (2018)                  |
| -             | William Balikwisha   | België, Congo-Kinsh. | 12-05-1999    | -                                 |
| 11            | Aron Dønnum          | Noorwegen            | 20-04-1998    | Vålerenga IF (2018–2021)          |
| 18            | Aleksandar Boljevic  | Montenegro           | 12-12-1995    | Waasland-Beveren (2016–2019)      |
| 9             | João Klauss de Mello | Brazilië             | 01-03-1997    | TSG 1899 Hoffenheim (2017–2020)   |
| 17            | Jackson Muleka       | Congo-Kinsh.         | 04-10-1999    | TP Mazembe (2017–2020)            |
| 7             | Denis Drăguș         | Roemenië             | 06-06-1999    | FC Viitorul (2017–2019)           |
| 23            | Abdoul Tapsoba       | Burkina Faso         | 23-08-2002    | -                                 |
| 41            | Camil Mmaee          | België               | 21-02-2004    | -                                 |
| 18            | Renaud Emond         | België               | 05-12-1991    | FC Nantes(2020-2022)              |

- = aanvoerder

## Transfers

### Zomer
| Naam                     | Nationaliteit        | Van/Naar              | Bedrag/Type |
| ------------------------ | -------------------- | --------------------- | ----------- |
| Inkomend                 |                      |                       |             |
| Aron Dønnum              | Noorwegen            | Vålerenga IF          | Gekocht     |
| Niels Nkounkou           | Frankrijk            | Everton FC            | Gehuurd     |
| Daouda Peeters           | België, Guinee       | Juventus FC           | Gehuurd     |
| Hamza Rafia              | Tunesië, Frankrijk   | Juventus FC           | Gehuurd     |
| Glody Likonza            | Congo-Kinsh.         | TP Mazembe            | Gehuurd     |
| Felipe Avenatti          | Uruguay              | Royal Antwerp FC      | Einde huur  |
| Allan Delferriere        | België               | eigen jeugd           | -           |
| Alexandro Calut          | België               | eigen jeugd           | -           |
| Nathan Ngoy              | België, Congo-Kinsh. | eigen jeugd           | -           |
| Ameen Al Dakhil          | België, Irak         | eigen jeugd           | -           |
| Matthieu Epolo           | België, Congo-Kinsh. | eigen jeugd           | -           |
| Matteo Godfroid          | België               | eigen jeugd           | -           |
| Uitgaand                 |                      |                       |             |
| Felipe Avenatti          | Uruguay              | Union Sint-Gillis     | Verhuurd    |
| Eden Shamir              | Israël               | Maccabi Tel Aviv FC   | Verhuurd    |
| Allan Delferriere        | België               | MVV Maastricht        | Verhuurd    |
| Eddy Sylvestre           | Frankrijk            | Pau FC                | Verhuurd    |
| Zinho Vanheusden         | België               | Internazionale        | Verkocht    |
| Michel-Ange Balikwisha   | België               | Royal Antwerp FC      | Verkocht    |
| Duje Čop                 | Kroatië              | GNK Dinamo Zagreb     | Verkocht    |
| Laurent Jans             | Luxemburg            | Sparta Rotterdam      | Verkocht    |
| Joachim Carcela-Gonzalez | België               | Royal Excel Moeskroen | Verkocht    |
| Obbi Oulare              | België               | Barnsley FC           | Verkocht    |
| Jean-François Gillet     | België               | einde carrière        | -           |
|                          |                      |                       |             |

### Winter
| Naam                 | Nationaliteit | Van/Naar            | Bedrag/Type |
| -------------------- | ------------- | ------------------- | ----------- |
| Inkomend             |               |                     |             |
| Felipe Avenatti      | Uruguay       | Union Sint-Gillis   | Einde huur  |
| Gilles Dewaele       | België        | KV Kortrijk         | Gekocht     |
| Joachim Van Damme    | België        | KV Mechelen         | Gekocht     |
| Renaud Emond         | België        | FC Nantes           | Gekocht     |
| Mathieu Cafaro       | Frankrijk     | Stade Reims         | Gekocht     |
| Uitgaand             |               |                     |             |
| Hugo Siquet          | België        | SC Freiburg         | Verkocht    |
| Felipe Avenatti      | Uruguay       | K Beerschot VA      | Verhuurd    |
| Nicolas Gavory       | Frankrijk     | Fortuna Düsseldorf  | Verkocht    |
| Ameen Al Dakhil      | België Irak   | Sint-Truidense VV   | Verkocht    |
| Collins Fai          | Kameroen      | Al-Tai FC           | Verkocht    |
| Maxime Lestienne     | België        | Lion City Sailors   | Verkocht    |
| Jackson Muleka       | Congo-Kinsh.  | Kasımpaşa SK        | Verhuurd    |
| João Klauss de Mello | Brazilië      | TSG 1899 Hoffenheim | Einde Huur  |

## Staf

### Technische staf t.e.m. 04/10/2021
| Functie                          | Naam                  | Nationaliteit |
| -------------------------------- | --------------------- | ------------- |
| Coach                            | Mbaye Leye            | Senegal       |
| Assistent-trainer/ Video-Analist | Patrick Asselman      | België        |
| Keeperstrainer                   | Jean-François Gillet  | België        |
| Fysiektrainer                    | Renaat Phillippaerts  | België        |
| Fysiektrainer                    | Kevin Miny            | België        |
| Clubarts                         | Bertrand Vanden Bulck | België        |
| Video Analist                    | Lovic Mandela Son     | België        |
| Fysiotherapeut                   | Ludovic Depreter      | België        |
| Teammanager                      | Pierro Rossi          | België        |
| Player Liaison Officer           | Ricardo Carvalho      | Portugal      |

### Technische staf vanaf 04/10/2021
| Functie                | Naam                  | Nationaliteit       |
| ---------------------- | --------------------- | ------------------- |
| Coach                  | Luka Elsner           | Slovenië            |
| Assistent-trainer      | Will Still            | België              |
| Keeperstrainer         | Jean-François Gillet  | België              |
| Fysiektrainer          | Renaat Phillippaerts  | België              |
| Fysiektrainer          | Kevin Miny            | België              |
| Clubarts               | Bertrand Vanden Bulck | België              |
| Development coach      | Serge Costa           | Frankrijk           |
| Video Analist          | Lovic Mandela Son     | België              |
| Fysiotherapeut         | Ludovic Depreter      | België              |
| Team manager           | Pierro Rossi          | België              |
| Player Liaison Officer | Ricardo Carvalho      | Portugal            |
| Fysiektrainer          | Léo Djaoui            | Frankrijk, Algerije |

### Bestuur
| Functie              | Naam               | Nationaliteit  |
| -------------------- | ------------------ | -------------- |
| Voorzitter           | Bruno Venanzi      | België, Italië |
| Algemeen directeur   | Alexandre Grosjean | België         |
| Technisch directeur  | Benjamin Nicaise   | Frankrijk      |
| Logistiek Directeur  | Piero Rossi        | België, Italië |
| Hoofd jeugdopleiding | Ingrid Venherle    | België         |

## Uitrustingen
Shirtsponsor(s): VOO

Sportmerk: Adidas
| Thuis | Uit | Doelman | Doelman |

## Croky Cup
| Beker van België                                  |                                       |                 |                | |                                                                      |
| Wedstrijddetails                                  | Thuisploeg                            | Uitslag         | Uitploeg       | Opstelling | Kaarten                                                              |
| 26 oktober 2021 20.45 Le Cannonier Moeskroen      | Royal Excel Moeskroen                 | 0 - 1           | Standard Luik  | Henkinet Dusenne , Sissako, Gavory, Fai Pavlovic, Bastien(80'Bokadi), Rafia(57' Cimirot) Donnum(80' Balikwisha) , Klauss, Tapsoba(69' Carcela)                          | 79' Donnum                                                           |
| 26 oktober 2021 20.45 Le Cannonier Moeskroen      |                                       | 0-1             | Klauss 6'      | Henkinet Dusenne , Sissako, Gavory, Fai Pavlovic, Bastien(80'Bokadi), Rafia(57' Cimirot) Donnum(80' Balikwisha) , Klauss, Tapsoba(69' Carcela)                          | 79' Donnum                                                           |
| 2 december 2021 20.45 Stade Maurice Dufrasne Luik | Standard Luik                         | 2 - 0           | K Beerschot VA | Henkinet Dusenne , Sissako, Nkounkou, Fai Raskin(59' Bokadi), Cimirot(105' Al-Dakhil), Carcela('90 Rafia) Donnum(74' Pavlovic), Klauss(90' Muleka), Dragus(59' Tapsoba) | 30' Bastien 21' Sissako 25' Dragus 84' Dusenne 91' Tapsoba           |
| 2 december 2021 20.45 Stade Maurice Dufrasne Luik | Muleka 96' Bokadi 119'                | 2-0             |                | Henkinet Dusenne , Sissako, Nkounkou, Fai Raskin(59' Bokadi), Cimirot(105' Al-Dakhil), Carcela('90 Rafia) Donnum(74' Pavlovic), Klauss(90' Muleka), Dragus(59' Tapsoba) | 30' Bastien 21' Sissako 25' Dragus 84' Dusenne 91' Tapsoba           |
| 22 december 2021 20.45 Ghelamco Arena Gent        | KAA Gent                              | 3 - 1           | Standard Luik  | Henkinet Dusenne(73' Carcela) , Sissako, Laifis Raskin(58'Bokadi), Bastien(81' Muleka), Nkounkou, Ngoy Donnum , Klauss, Amallah(58' Dragus)                             | 15' Nkounkou 21'Raskin 34' Amallah 68' Sissako 88' Donnum 96' Bokadi |
| 22 december 2021 20.45 Ghelamco Arena Gent        | Kums 8' Tissoudali 53' Tissoudali 92' | 1-0 1-1 2-1 3-1 | Donnum 46'     | Henkinet Dusenne(73' Carcela) , Sissako, Laifis Raskin(58'Bokadi), Bastien(81' Muleka), Nkounkou, Ngoy Donnum , Klauss, Amallah(58' Dragus)                             | 15' Nkounkou 21'Raskin 34' Amallah 68' Sissako 88' Donnum 96' Bokadi |

## Jupiler Pro League

### Reguliere competitie
| Jupiler Pro League                                                                                             |                                                 |                               |                                             | |                                                                                             |
| Wedstrijddetails                                                                                               | Thuisploeg                                      | Uitslag                       | Uitploeg                                    | Opstelling | Kaarten                                                                                     |
| 23 juli 2021 20.45 Stade Maurice Dufrasne Luik                                                                 | Standard Luik                                   | 1 - 1                         | KRC Genk                                    | Bodart Al-Dakhil, Laifis, Sissako, Gavory, Siquet(74' Fai) Cimirot(74' Shamir), Raskin, Bastien Muleka(70' Dragus), Klauss(80' Dumont)                         | 32' Sissako                                                                                 |
| 23 juli 2021 20.45 Stade Maurice Dufrasne Luik                                                                 | Laifis 69'                                      | 1-0 1-1                       | Bongonda 92'                                | Bodart Al-Dakhil, Laifis, Sissako, Gavory, Siquet(74' Fai) Cimirot(74' Shamir), Raskin, Bastien Muleka(70' Dragus), Klauss(80' Dumont)                         | 32' Sissako                                                                                 |
| 1 augustus 2021 16.00 Regenboogstadion Waregem                                                                 | SV Zulte Waregem                                | 1 - 2                         | Standard Luik                               | Bodart Al-Dakhil, Laifis, Sissako(76' Donnum), Gavory, Siquet(86' Pavlovic) Cimirot, Raskin, Bastien Muleka(68' Dragus), Klauss(86' Tapsoba)                   | 73' Siquet 83' Laifis 92' Raskin 92' Cimirot                                                |
| 1 augustus 2021 16.00 Regenboogstadion Waregem                                                                 | Sissako 74'                                     | 0-1 1-1 1-2                   | Klauss 59' Tapsoba 89'                      | Bodart Al-Dakhil, Laifis, Sissako(76' Donnum), Gavory, Siquet(86' Pavlovic) Cimirot, Raskin, Bastien Muleka(68' Dragus), Klauss(86' Tapsoba)                   | 73' Siquet 83' Laifis 92' Raskin 92' Cimirot                                                |
| 8 augustus 2021 13.30 Stade Maurice Dufrasne Luik                                                              | Standard Luik                                   | 2 - 5                         | Royal Antwerp FC                            | Bodart Al-Dakhil, Laifis, Sissako(46' Donnum), Gavory(76' Pavlovic), Siquet Cimirot(63' Tapsoba), Raskin(76' Dragus), Bastien Muleka, Klauss(14' Amallah)      | 39' Sissako 48' Bastien 80' Pavlovic                                                        |
| 8 augustus 2021 13.30 Stade Maurice Dufrasne Luik                                                              | Muleka 55' Dragus 77'                           | 0-1 0-2 1-2 1-3 1-4 1-5 2-5   | Frey 6' Frey 37' Frey 59' Frey 61' Frey 68' | Bodart Al-Dakhil, Laifis, Sissako(46' Donnum), Gavory(76' Pavlovic), Siquet Cimirot(63' Tapsoba), Raskin(76' Dragus), Bastien Muleka, Klauss(14' Amallah)      | 39' Sissako 48' Bastien 80' Pavlovic                                                        |
| 15 augustus 2021 13.30 Olympisch Stadion Antwerpen                                                             | K Beerschot VA                                  | 0 - 1                         | Standard Luik                               | Bodart Laifis,Sissako, Gavory, Siquet Cimirot(83' Ngoy), Raskin, Bastien Donnum(56' Dragus), Ammalah(83' Dumont), Klauss(86' Tapsoba)                          | 82' Bodart                                                                                  |
| 15 augustus 2021 13.30 Olympisch Stadion Antwerpen                                                             |                                                 | 0-1                           | Klauss 64'                                  | Bodart Laifis,Sissako, Gavory, Siquet Cimirot(83' Ngoy), Raskin, Bastien Donnum(56' Dragus), Ammalah(83' Dumont), Klauss(86' Tapsoba)                          | 82' Bodart                                                                                  |
| 15 augustus 2021 13.30 Stade Maurice Dufrasne Luik                                                             | Standard Luik                                   | 1 - 0                         | KV Oostende                                 | Bodart Laifis,Sissako, Gavory, Siquet(87' Pavlovic) Cimirot(76' Rafia), Raskin(76' Peeters), Bastien Donnum(67' Dragus), Ammalah(87' Al-Dakhil), Klauss        | 73' Siquet 88' Bastien 90' Klauss 90' Peeters                                               |
| 15 augustus 2021 13.30 Stade Maurice Dufrasne Luik                                                             | Amallah 78'                                     | 1-0                           |                                             | Bodart Laifis,Sissako, Gavory, Siquet(87' Pavlovic) Cimirot(76' Rafia), Raskin(76' Peeters), Bastien Donnum(67' Dragus), Ammalah(87' Al-Dakhil), Klauss        | 73' Siquet 88' Bastien 90' Klauss 90' Peeters                                               |
| 28 augustus 2021 20.45 Joseph Marienstadion Vorst                                                              | Union Sint-Gillis                               | 4 - 0                         | Standard Luik                               | Bodart Al-Dakhil,Sissako, Gavory, Siquet(46' Fai) Cimirot(64' Donnum), Raskin(46' Rafia), Bastien, Peeters(46' Dragus) Ammalah, Klauss                         | 22' Peeters 53' Al-Dakhil 70' Rafia 87' Amallah 92' Klauss                                  |
| 28 augustus 2021 20.45 Joseph Marienstadion Vorst                                                              | Nielsen 23' Vanzeir 39' Vanzeir 52' Vanzeir 71' | 1-0 2-0 3-0 4-0               |                                             | Bodart Al-Dakhil,Sissako, Gavory, Siquet(46' Fai) Cimirot(64' Donnum), Raskin(46' Rafia), Bastien, Peeters(46' Dragus) Ammalah, Klauss                         | 22' Peeters 53' Al-Dakhil 70' Rafia 87' Amallah 92' Klauss                                  |
| 12 september 2021 18.30 Pairaystadion Luik                                                                     | RFC Seraing                                     | 0 - 1                         | Standard Luik                               | Bodart Al-Dakhil,Sissako, Gavory Nkounkou(65' Rafia), Amallah(86' Ngoy), Bastien, Peeters(65' Cimirot), Siquet(81' Fai) Muleka(81' Raskin), Klauss             | 31' Muleka 41' Siquet 46' Sissako 49' Peeters 61' Al-Dakhil 83' Sissako 89' Klauss          |
| 12 september 2021 18.30 Pairaystadion Luik                                                                     |                                                 | 0-1                           | Amallah 21'                                 | Bodart Al-Dakhil,Sissako, Gavory Nkounkou(65' Rafia), Amallah(86' Ngoy), Bastien, Peeters(65' Cimirot), Siquet(81' Fai) Muleka(81' Raskin), Klauss             | 31' Muleka 41' Siquet 46' Sissako 49' Peeters 61' Al-Dakhil 83' Sissako 89' Klauss          |
| 19 september 2021 18.30 Stade Maurice Dufrasne Luik                                                            | Standard Luik                                   | 0 - 1                         | RSC Anderlecht                              | Bodart Nkounkou(70' Fai), Al-Dakhil, Gavory(70' Peeters), Siquet Cimirot(13' Ngoy), Raskin, Bastien(70' Rafia), Amallah Muleka(88' Dragus), Klauss             | 7' Al-Dakhil 17'Leye 37' Klauss 67'Nkounkou 79' Asselman 84' Fai 84' Amallah                |
| 19 september 2021 18.30 Stade Maurice Dufrasne Luik                                                            |                                                 | 0-1                           | Refaelev 13'                                | Bodart Nkounkou(70' Fai), Al-Dakhil, Gavory(70' Peeters), Siquet Cimirot(13' Ngoy), Raskin, Bastien(70' Rafia), Amallah Muleka(88' Dragus), Klauss             | 7' Al-Dakhil 17'Leye 37' Klauss 67'Nkounkou 79' Asselman 84' Fai 84' Amallah                |
| 25 september 2021 20.45 Stade Maurice Dufrasne Luik                                                            | Standard Luik                                   | 1 - 2                         | Sint-Truidense VV                           | Bodart Nkounkou,Al-Dakhil, Gavory, Siquet(88' Pavlovic) Cimirot, Raskin(70' Bastien), Rafia(64' Donnum), Amallah Muleka(64' Dragus), Klauss                    | 12' Amallah 72'Donnum                                                                       |
| 25 september 2021 20.45 Stade Maurice Dufrasne Luik                                                            | Gavory 45'                                      | 1-0 1-1 1-2                   | Konaté 53' Reitz 89'                        | Bodart Nkounkou,Al-Dakhil, Gavory, Siquet(88' Pavlovic) Cimirot, Raskin(70' Bastien), Rafia(64' Donnum), Amallah Muleka(64' Dragus), Klauss                    | 12' Amallah 72'Donnum                                                                       |
| 1 oktober 2021 18.30 AFAS Stadion Mechelen                                                                     | KV Mechelen                                     | 3 - 1                         | Standard Luik                               | Bodart Nkounkou(31' Peeters), Al-Dakhil, Ngoy(81' Sissako), Gavory, Siquet Rafia(46' Dragus), Amallah(46' Muleka), Bastien(81' Tapsoba), Cimirot Klauss        | 25' Al-Dakhil 28' Amallah 64' Gavory                                                        |
| 1 oktober 2021 18.30 AFAS Stadion Mechelen                                                                     | Cuypers 4' Mrabti 10' Walsh 18'                 | 1-0 2-0 3-0 3-1               | Dragus 82'                                  | Bodart Nkounkou(31' Peeters), Al-Dakhil, Ngoy(81' Sissako), Gavory, Siquet Rafia(46' Dragus), Amallah(46' Muleka), Bastien(81' Tapsoba), Cimirot Klauss        | 25' Al-Dakhil 28' Amallah 64' Gavory                                                        |
| 16 oktober 2021 20.45 Stade Maurice Dufrasne Luik                                                              | Standard Luik                                   | 2 - 2                         | Oud-Heverlee Leuven                         | Bodart Nkounkou,Al-Dakhil, Dusenne(83' Sissako), Siquet Raskin, Bastien, Tapsoba(75' Gavory), Amallah(46' Donnum) Dragus(67' Carcela), Klauss(83' Muleka)      | 69' Tapsoba 87' Raskin                                                                      |
| 16 oktober 2021 20.45 Stade Maurice Dufrasne Luik                                                              | Tapsoba 39' Dragus 50'                          | 1-0 2-0 2-1 2-2               | Mercier 96' Kaba 99'                        | Bodart Nkounkou,Al-Dakhil, Dusenne(83' Sissako), Siquet Raskin, Bastien, Tapsoba(75' Gavory), Amallah(46' Donnum) Dragus(67' Carcela), Klauss(83' Muleka)      | 69' Tapsoba 87' Raskin                                                                      |
| 23 oktober 2021 16.15 Jan Breydel Stadion Brugge                                                               | Cercle Brugge                                   | 1 - 1                         | Standard Luik                               | Bodart Nkounkou, Al-Dakhil, Dussenne, Siquet Rafia(62' Carcela), Tapsoba, Bastien, Raskin Klauss(87' Muleka), Dragus(73' Pavlovic)                             | 15' Al-Dakhil 39' Tapsoba 47' Rafia 66' Dussenne 68' Dragus 80' Siquet 93' Pavlovic         |
| 23 oktober 2021 16.15 Jan Breydel Stadion Brugge                                                               | Daland 16'                                      | 1-0 1-1                       | Bastien 4'                                  | Bodart Nkounkou, Al-Dakhil, Dussenne, Siquet Rafia(62' Carcela), Tapsoba, Bastien, Raskin Klauss(87' Muleka), Dragus(73' Pavlovic)                             | 15' Al-Dakhil 39' Tapsoba 47' Rafia 66' Dussenne 68' Dragus 80' Siquet 93' Pavlovic         |
| 30 oktober 2021 18.30 Stade Maurice Dufrasne Luik                                                              | Standard Luik                                   | 1 - 1                         | KV Kortrijk                                 | Bodart Nkounkou, Dusenne, Sissako, Siquet Raskin, Bastien(76' Carcela), Tapsoba(68' Donnum), Cimirot(68' Bokadi), Dragus(59' Muleka) Klauss                    | 69' Donnum 77' Klauss                                                                       |
| 30 oktober 2021 18.30 Stade Maurice Dufrasne Luik                                                              | Bokadi 82'                                      | 0-1 1-1                       | Moreno 52'                                  | Bodart Nkounkou, Dusenne, Sissako, Siquet Raskin, Bastien(76' Carcela), Tapsoba(68' Donnum), Cimirot(68' Bokadi), Dragus(59' Muleka) Klauss                    | 69' Donnum 77' Klauss                                                                       |
| 7 november 2021 13.30 Jan Breydel Stadion Brugge                                                               | Club Brugge                                     | 2 - 2                         | Standard Luik                               | Bodart Nkounkou, Laifis(85' Bokadi), Dussenne, Siquet(85' Fai) Cimirot, Donnum(71' Rafia), Bastien, Raskin, Dragus(63' Carcela) Muleka                         | 69' Raskin 90' Rafia                                                                        |
| 7 november 2021 13.30 Jan Breydel Stadion Brugge                                                               | Dost 15' De Ketelaere 35'                       | 1-0 2-0 2-1 2-2               | Donnum 39' Dussenne 52'                     | Bodart Nkounkou, Laifis(85' Bokadi), Dussenne, Siquet(85' Fai) Cimirot, Donnum(71' Rafia), Bastien, Raskin, Dragus(63' Carcela) Muleka                         | 69' Raskin 90' Rafia                                                                        |
| 20 november 2021 20.45 Stade Maurice Dufrasne Luik                                                             | Standard Luik                                   | 1 - 0                         | KAS Eupen                                   | Henkinet Nkounkou, Dusenne, Laifis, Siquet(93' Fai) Raskin, Bastien(73' Cimirot), Bokadi Klauss, Amallah(66'Dragus), Donnum(73' Carcela)                       | 16' Raskin 92' Elsner                                                                       |
| 20 november 2021 20.45 Stade Maurice Dufrasne Luik                                                             | Agbadou(ED) 82'                                 | 1-0                           |                                             | Henkinet Nkounkou, Dusenne, Laifis, Siquet(93' Fai) Raskin, Bastien(73' Cimirot), Bokadi Klauss, Amallah(66'Dragus), Donnum(73' Carcela)                       | 16' Raskin 92' Elsner                                                                       |
| 28 november 2021 18.30 Ghelamco Arena Gent                                                                     | KAA Gent                                        | 3 - 1                         | Standard Luik                               | Henkinet Nkounkou(82' Fai), Dusenne, Laifis, Siquet Raskin(82' Pavlovic), Cimirot, Bokadi(46' Klauss) Muleka(75' Carcela), Amallah(55'Lestienne), Donnum       | 11' Muleka 81' Nkounkou                                                                     |
| 28 november 2021 18.30 Ghelamco Arena Gent                                                                     | Tissoudali 22' Siquet(ED) 57' Tissoudali 67'    | 1-0 2-0 3-0 3-1               | Donnum 69'                                  | Henkinet Nkounkou(82' Fai), Dusenne, Laifis, Siquet Raskin(82' Pavlovic), Cimirot, Bokadi(46' Klauss) Muleka(75' Carcela), Amallah(55'Lestienne), Donnum       | 11' Muleka 81' Nkounkou                                                                     |
| 5 december 2021 18.30 Stade Maurice Dufrasne Luik                                                              | Standard Luik                                   | 0 - 3                         | RSC Charleroi                               | Bodart Fai(72' Nkounkou), Dusenne, Laifis, Siquet Raskin, Bastien(62' Cimirot), Bokadi Muleka(62' Klauss), Lestienne(83' Pavlovic), Donnum(62' Carcela)        | 6' Bastien 33' Lestienne 41' Donnum 46' Laifis 59' Still 72' Dusenne 73' Cimirot 76' Siquet |
| 5 december 2021 18.30 Stade Maurice Dufrasne Luik                                                              | Agbadou(ED) 82'                                 | 0-1 0-2 0-3                   | Nicholson 22' Knezevic 38' Nicholson 57'    | Bodart Fai(72' Nkounkou), Dusenne, Laifis, Siquet Raskin, Bastien(62' Cimirot), Bokadi Muleka(62' Klauss), Lestienne(83' Pavlovic), Donnum(62' Carcela)        | 6' Bastien 33' Lestienne 41' Donnum 46' Laifis 59' Still 72' Dusenne 73' Cimirot 76' Siquet |
| De wedstrijd Standard de liège- RSC Charleroi werd na 86' gestaakt wegens wangedrag van de Standard supporters |                                                 |                               |                                             | |                                                                                             |
| 12 december 2021 13:30 Bosuilstadion Antwerpen                                                                 | Antwerp FC                                      | 2 - 3                         | Standard Luik                               | Bodart Fai , Dussenne, Laifis, Nkounkou Bokadi(68' Lestienne), Raskin(80' Carcela), Bastien Amallah(77' Muleka), Klauss, Donnum                                | 27' Fai 45'+2' Amallah 55' Dussenne 59' Raskin 64' Bokadi 90'+3' Pavlovic 90'+9' Nkounkou   |
| 12 december 2021 13:30 Bosuilstadion Antwerpen                                                                 | Engels 66' Balikwisha 77'                       | 0 – 1 1 – 1 2 – 1 2 – 2 2 – 3 | 57' Laifis 87' Carcela 90' Muleka           | Bodart Fai , Dussenne, Laifis, Nkounkou Bokadi(68' Lestienne), Raskin(80' Carcela), Bastien Amallah(77' Muleka), Klauss, Donnum                                | 27' Fai 45'+2' Amallah 55' Dussenne 59' Raskin 64' Bokadi 90'+3' Pavlovic 90'+9' Nkounkou   |
| 19 december 2021 21:00 King Power at Den Dreef Stadion Leuven                                                  | Oud-Heverlee Leuven                             | 2 - 1                         | Standard Luik                               | Bodart Fai , Dussenne, Laifis, Nkounkou Bokadi, Cimimirot(46' Tapsoba)(79' Rafia), Bastien Carcela(46' Lestienne), Muleka(69' Klauss), Donnum                  | 50' Muleka 53' Bastien 65' Lestienne 90'+8' Klauss                                          |
| 19 december 2021 21:00 King Power at Den Dreef Stadion Leuven                                                  | Maertens 15' Maertens 38'                       | 1 – 0 2 – 0 2 – 1             | 90'+4' Fai                                  | Bodart Fai , Dussenne, Laifis, Nkounkou Bokadi, Cimimirot(46' Tapsoba)(79' Rafia), Bastien Carcela(46' Lestienne), Muleka(69' Klauss), Donnum                  | 50' Muleka 53' Bastien 65' Lestienne 90'+8' Klauss                                          |
| 26 december 2021 16:00 Stade Maurice Dufrasne Luik                                                             | Standard Luik                                   | 0 - 1                         | SV Zulte Waregem                            | Bodart Fai, Dusenne, Sissako, Nkounkou(86' Canak) Raskin, Amallah(71' Muleka), Bokadi(86' Bastien) Carcela, Donnum(62' Lestienne), Klauss                      | 49' Fai 88' Fai                                                                             |
| 26 december 2021 16:00 Stade Maurice Dufrasne Luik                                                             |                                                 | 0-1                           | Gano 55'                                    | Bodart Fai, Dusenne, Sissako, Nkounkou(86' Canak) Raskin, Amallah(71' Muleka), Bokadi(86' Bastien) Carcela, Donnum(62' Lestienne), Klauss                      | 49' Fai 88' Fai                                                                             |
| 16 januari 2022 18:30 Lotto Park Anderlecht                                                                    | RSC Anderlecht                                  | 1 - 1                         | Standard Luik                               | Bodart Deweale , Dussenne, Laifis, Nkounkou Raskin, Cimimirot(70' Pavlovic), Donnum(78' Canak), Cafaro(70' Lestienne) Emond(78' Al-Dakhil), Muleka(56' Dragus) | 14' Dussenne 78' Emond 90' Dewaele                                                          |
| 16 januari 2022 18:30 Lotto Park Anderlecht                                                                    | Verschaeren 32'                                 | 1 – 0 1 – 1                   | 86' Dragus                                  | Bodart Deweale , Dussenne, Laifis, Nkounkou Raskin, Cimimirot(70' Pavlovic), Donnum(78' Canak), Cafaro(70' Lestienne) Emond(78' Al-Dakhil), Muleka(56' Dragus) | 14' Dussenne 78' Emond 90' Dewaele                                                          |
| 23 januari 2022 13:30 Stade Maurice Dufrasne Luik                                                              | Standard Luik                                   | 2 - 2                         | Club Brugge                                 | Bodart Calut, Dusenne, Laifis, Dewaele Raskin, Pavlovic(65' Bastien), Donnum(75' Carcela), Cafaro(82' Nkounkou) Dragus(64' Klauss), Emond(65' Lestienne)       | 23' Dussenne 58' Emond                                                                      |
| 23 januari 2022 13:30 Stade Maurice Dufrasne Luik                                                              | Cafaro 10' Emond 48'                            | 1 – 0 1 – 1 2 – 1 2 – 2       | Dost 40' Dost 59'                           | Bodart Calut, Dusenne, Laifis, Dewaele Raskin, Pavlovic(65' Bastien), Donnum(75' Carcela), Cafaro(82' Nkounkou) Dragus(64' Klauss), Emond(65' Lestienne)       | 23' Dussenne 58' Emond                                                                      |
| 26 januari 2022 18:45 Kehrweg Stadion Eupen                                                                    | KAS Eupen                                       | 0 - 2                         | Standard Luik                               | Bodart Deweale , AL-Dakhil, Laifis, Calut Raskin(90'+4' Lestienne), Bokadi, Donnum(70' Carcela), Cafaro(79' Nkounkou) Emond(70' Bastien), Muleka(79' Dragus)   | 18' Calut 87' Nkounkou                                                                      |
| 26 januari 2022 18:45 Kehrweg Stadion Eupen                                                                    |                                                 | 0 – 1 0 – 2                   | 45' Emond 90' Dragus                        | Bodart Deweale , AL-Dakhil, Laifis, Calut Raskin(90'+4' Lestienne), Bokadi, Donnum(70' Carcela), Cafaro(79' Nkounkou) Emond(70' Bastien), Muleka(79' Dragus)   | 18' Calut 87' Nkounkou                                                                      |
| 30 januari 2022 18:30 Stade Maurice Dufrasne Luik                                                              | Standard Luik                                   | 1 - 2                         | KV Mechelen                                 | Bodart Calut, Dusenne, Laifis, Dewaele Raskin(84' Cimirot), Bokadi(76' Van Damme), Donnum, Cafaro Dragus(69' Carcela), Emond(76' Muleka)                       | 77' Dussenne                                                                                |
| 30 januari 2022 18:30 Stade Maurice Dufrasne Luik                                                              | Cafaro 44'                                      | 1 – 0 1 – 1 1 – 2             | Mrabti 49' Storm 90'                        | Bodart Calut, Dusenne, Laifis, Dewaele Raskin(84' Cimirot), Bokadi(76' Van Damme), Donnum, Cafaro Dragus(69' Carcela), Emond(76' Muleka)                       | 77' Dussenne                                                                                |
| 5 februari 2022 18:30 Stade Maurice Dufrasne Luik                                                              | Standard Luik                                   | 1 - 1                         | Cercle Brugge                               | Bodart Calut, Sissako, Laifis, Ngoy Raskin, Bokadi, Donnum, Amallah(77' Pavlovic), Cafaro(77' Carcela) Emond(84' Dragus)                                       | 6' Bokadi 38' Laifis 42' Ngoy 43' Donnum 68' Amallah 90'+4' Sissako                         |
| 5 februari 2022 18:30 Stade Maurice Dufrasne Luik                                                              | Raskin 55'                                      | 0 – 1 1 – 1                   | Hotic 44'                                   | Bodart Calut, Sissako, Laifis, Ngoy Raskin, Bokadi, Donnum, Amallah(77' Pavlovic), Cafaro(77' Carcela) Emond(84' Dragus)                                       | 6' Bokadi 38' Laifis 42' Ngoy 43' Donnum 68' Amallah 90'+4' Sissako                         |
| 13 februari 2022 13:30 Cegeka Arena Genk                                                                       | KRC Genk                                        | 2 - 0                         | Standard Luik                               | Bodart Ngoy , Sissako(70' Bastien), Laifis, Calut Raskin(87' Pavlovic), Bokadi, Amallah(83' Dragus) Cafaro(70' Tabsoba), Emond, Donnum(70' Carcela)            | 42' Cafaro 45' Amallah 81' Emond                                                            |
| 13 februari 2022 13:30 Cegeka Arena Genk                                                                       | 44'Bongonda 53'Onuachu                          | 1 – 0 2 – 0                   |                                             | Bodart Ngoy , Sissako(70' Bastien), Laifis, Calut Raskin(87' Pavlovic), Bokadi, Amallah(83' Dragus) Cafaro(70' Tabsoba), Emond, Donnum(70' Carcela)            | 42' Cafaro 45' Amallah 81' Emond                                                            |
| 19 februari 2022 18:30 Diaz Arena Oostende                                                                     | KV Oostende                                     | 1 - 0                         | Standard Luik                               | Bodart Ngoy , Bokadi, Dussenne, Calut(73' Nkounkou) Raskin, Bastien(64' Pavlovic), Dragus(46' Tabsoba), Cafaro, Donnum(64' Carcela) Emond                      | 26' Emond 34' Cafaro 53' Raskin 59' Elsner 81' Bokadi 86' Nkounkou                          |
| 19 februari 2022 18:30 Diaz Arena Oostende                                                                     | 28'Rocha Santos                                 | 1 – 0                         |                                             | Bodart Ngoy , Bokadi, Dussenne, Calut(73' Nkounkou) Raskin, Bastien(64' Pavlovic), Dragus(46' Tabsoba), Cafaro, Donnum(64' Carcela) Emond                      | 26' Emond 34' Cafaro 53' Raskin 59' Elsner 81' Bokadi 86' Nkounkou                          |
| 27 februari 2022 18:30 Stade Maurice Dufrasne Luik                                                             | Standard Luik                                   | 0 - 1                         | KAA Gent                                    | Bodart Dussenne,Bokadi, Sissako Raskin, Cimirot(73' Van Damme), Calut, Pavlovic(63' Donnum), Cafaro Dragus(73' Carcela), Tabsoba(63' Bastien)                  | 30' Tabsoba 37' Pavlovic 60' Sissako 70' Donnum 90' Raskin                                  |
| 27 februari 2022 18:30 Stade Maurice Dufrasne Luik                                                             |                                                 | 0 – 1                         | Tissoudali 87'                              | Bodart Dussenne,Bokadi, Sissako Raskin, Cimirot(73' Van Damme), Calut, Pavlovic(63' Donnum), Cafaro Dragus(73' Carcela), Tabsoba(63' Bastien)                  | 30' Tabsoba 37' Pavlovic 60' Sissako 70' Donnum 90' Raskin                                  |
| 2 maart 2022 18:45 Stade Maurice Dufrasne Luik                                                                 | Standard Luik                                   | 1 - 0                         | K Beerschot VA                              | Henkinet Dussenne,Bokadi, Sissako Raskin, Cimirot, Nkounkou, Pavlovic, Amallah(80' Carcela) Dragus(90'+1' Mmaee), Tabsoba(62' Ngoy)                            | 52' Dussenne 78' Raskin 90' Dragus                                                          |
| 2 maart 2022 18:45 Stade Maurice Dufrasne Luik                                                                 | Dragus 34'                                      | 1 – 0                         |                                             | Henkinet Dussenne,Bokadi, Sissako Raskin, Cimirot, Nkounkou, Pavlovic, Amallah(80' Carcela) Dragus(90'+1' Mmaee), Tabsoba(62' Ngoy)                            | 52' Dussenne 78' Raskin 90' Dragus                                                          |
| 6 maart 2022 18:30 Stade du Pays de Charleroi Charleroi                                                        | RSC Charleroi                                   | 0 - 0                         | Standard Luik                               | Henkinet Nkounkou , Bokadi, Dussenne, Sissako, Dewaele(71' Pavlovic) Raskin, Cimirot, Cafaro(84' Carcela) Tabsoba(75' Bastien), Dragus(84' Donnum)             | 30' Bokadi 50' Dussenne 86' Raskin                                                          |
| 6 maart 2022 18:30 Stade du Pays de Charleroi Charleroi                                                        |                                                 |                               |                                             | Henkinet Nkounkou , Bokadi, Dussenne, Sissako, Dewaele(71' Pavlovic) Raskin, Cimirot, Cafaro(84' Carcela) Tabsoba(75' Bastien), Dragus(84' Donnum)             | 30' Bokadi 50' Dussenne 86' Raskin                                                          |
| 13 maart 2022 21:00 Stade Maurice Dufrasne Luik                                                                | Standard Luik                                   | 0 - 1                         | RFC Seraing                                 | Henkinet Nkounkou, Sissako, Bokadi, Noubi(64' Carcela), Dewaele Raskin(74' Donnum), Pavlovic(46' Bastien), Cafaro(78' Tabsoba) Dragus(46' Amallah), Emond      | 33' Cafaro 85' Sissako 90'+4' Carcela                                                       |
| 13 maart 2022 21:00 Stade Maurice Dufrasne Luik                                                                | Bernier 55'                                     | 0 – 1                         |                                             | Henkinet Nkounkou, Sissako, Bokadi, Noubi(64' Carcela), Dewaele Raskin(74' Donnum), Pavlovic(46' Bastien), Cafaro(78' Tabsoba) Dragus(46' Amallah), Emond      | 33' Cafaro 85' Sissako 90'+4' Carcela                                                       |
| 20 maart 2022 16:00 Guldensporenstadion Kortrijk                                                               | KV Kortrijk                                     | 0 - 1                         | Standard Luik                               | Henkine Ngoy , Bokadi, Dussenne Cimirot, Bastien, Calut(57' Pavlovic), Dewaele, Cafaro(83' Carcela) Emond(68' Amallah), Tabsoba(68' Dragus)                    | 13' Tabsoba 72' Cafaro 84' Cimirot                                                          |
| 20 maart 2022 16:00 Guldensporenstadion Kortrijk                                                               |                                                 | 0 – 1                         | 77' Amallah                                 | Henkine Ngoy , Bokadi, Dussenne Cimirot, Bastien, Calut(57' Pavlovic), Dewaele, Cafaro(83' Carcela) Emond(68' Amallah), Tabsoba(68' Dragus)                    | 13' Tabsoba 72' Cafaro 84' Cimirot                                                          |
| 3 april 2022 13:30 Stade Maurice Dufrasne Luik                                                                 | Standard Luik                                   | 1 - 3                         | Union Sint-Gillis                           | Henkinet Sissako, Bokadi, Dussenne(79' Ngoy) Van Damme(57' Cimirot), Cafaro, Pavlovic(79' Nkounkou), Dewaele, Amallah(57' Bastien), Carcela(79' Dragus) Emond  | 21' Cafaro 28' Van Damme 61' Dewaele 88' Bastien                                            |
| 3 april 2022 13:30 Stade Maurice Dufrasne Luik                                                                 | Sissako 24'                                     | 0 – 1 1 - 1 1 - 2 1 - 3       | Teuma 9' Nieuwkoop 70' Nielsen 83'          | Henkinet Sissako, Bokadi, Dussenne(79' Ngoy) Van Damme(57' Cimirot), Cafaro, Pavlovic(79' Nkounkou), Dewaele, Amallah(57' Bastien), Carcela(79' Dragus) Emond  | 21' Cafaro 28' Van Damme 61' Dewaele 88' Bastien                                            |
| 10 april 2022 18:30 Stayen Sint-Truiden                                                                        | Sint-Truidense VV                               | 3 - 0                         | Standard Luik                               | Henkine Nkounkou, Noubi, Sissako, Dussenne, Ngoy(46' Canak) Cimirot(87' Kinsiona), Pavlovic(64' Van Damme), Tabsoba(64' Ghalidi), Dragus Emond(46' Carcela)    | 27' Dragus 33' Ngoy 67' Sissako                                                             |
| 10 april 2022 18:30 Stayen Sint-Truiden                                                                        | 22'Hara 28'Hayashi 77'Klauss                    | 1 – 0 2 - 0 3 - 0             |                                             | Henkine Nkounkou, Noubi, Sissako, Dussenne, Ngoy(46' Canak) Cimirot(87' Kinsiona), Pavlovic(64' Van Damme), Tabsoba(64' Ghalidi), Dragus Emond(46' Carcela)    | 27' Dragus 33' Ngoy 67' Sissako                                                             |